# Elisa e Claudio
Elisa e Claudio, ossia L'amore protetto dall'amicizia è un'opera di Saverio Mercadante su libretto di Luigi Romanelli. Fu rappresentata per la prima volta nel corso della stagione autunnale del Teatro alla Scala di Milano, il 30 ottobre 1821.
Gli interpreti della prima rappresentazione furono:
| Personaggio            | Interprete           |
| ---------------------- | -------------------- |
| Elisa                  | Teresa Belloc-Giorgi |
| Claudio                | Domenico Donzelli    |
| Conte Arnoldo          | Luigi Lablache       |
| Carlotta               | Margherita Schira    |
| Il Marchese Tricotazio | Nicola De Grecis     |
| Silvia                 | Carolina Sivelli     |
| Celso                  | Pietro Gentili       |
| Luca                   | Carlo Poggiali       |

Primo violino e direttore d'orchestra era Alessandro Rolla. La scenografia era di Alessandro Sanquirico.
Mercadante cominciò a comporre l'opera, la sua settima, nel 1819. Essa gli valse una reputazione europea nel campo dell'opera buffa rossiniana.
Francesco Florimo sottolineò di quest'opera «la spontaneità delle melodie», «l'accurata tessitura dei pezzi» e «l'elegante strumentazione piena di brio e di vivacità, specialmente nei parlanti trattati con isveltezza, con maestria e con bell'effetto».

## Storia delle esecuzioni
Di successo fin dalla prima scaligera, l'opera approdò all'His Majesty's Theatre di Londra nell'aprile del 1823, e poco dopo al Théâtre Italien di Parigi, il 22 novembre. Fu particolarmente apprezzata in Germania e in Francia. Nel 1824 Mercadante venne invitato a comporre per il Teatro Imperiale di Vienna: esordì in quella città nel mese di giugno con l'Elisa e Claudio, che «piacque sino al fanatismo». La prima negli Stati Uniti ebbe luogo il 18 ottobre 1832 a New York.
Elisa à l'unica opera comica di Mercadante che sia stata presentata in anni recenti. Solo poche riprese delle opere di Mercadante si sono avute nel XX secolo, ma quelle di Elisa e Claudio includono un allestimento al Teatro San Carlo di Napoli nel 1971 e le rappresentazioni del 1973 al Festival Mercadantiano nella città natale del compositore, Altamura, nelle quali Salvatore Fisichella cantò nel ruolo di Claudio. Il Wexford Festival in Irlanda ha dato un contributo decisivo alla presentazione del lavoro di Mercadante, ed Elisa e Claudio venne data nel 1988.

## Trama
L'azione si finge in Firenze.

### Argomento
Questo è l'argomento dell'opera, tratto dal libretto:
Era in Firenze una gentil contadina orfana, chiamata Elisa, amica ed ospite d'altra giovane contadina per nome Carlotta. Claudio, figlio del Conte Arnoldo, invaghitosi della prima, avea con essa contratti segreti legami di matrimonio, convalidati dalla nascita di due fanciulli.
L'orgoglioso, e severo Conte non sospettò, che il cuore del figlio preoccupato fosse da passione amorosa, se non quando gli propose un vantaggioso, e nobile maritaggio, che venne dal medesimo apertamente ricusato. Fu allora, che dopo inutili esortazioni e minaccie lo rinchiuse in una domestica prigione, dando altrui ad intendere di averlo mandato a viaggiare. Vi stette Claudio per un anno circa sino al giunger colà del Marchese Tricotazio di Bologna con Silvia sua figlia, destinatagli dal padre in isposa.
È da notarsi, che un certo Celso bresciano, di civil condizione, già condiscepolo ed amico di Claudio nell'Università di Pisa, siccome innamorato di Silvia non altrimenti, ch'essa di lui, avea preso servizio in qualità di cameriere presso il Marchese, onde meglio, e più da vicino si coltivasse la geniale loro corrispondenza. Fu egli perciò dolente compagno di quel viaggio; e in siffatta circostanza, ad entrambi funesta, riconobbe, e fu riconosciuto dall'infelice amico.
La presente azione melodrammatica, appoggiata in gran parte alle prepotenze del Conte, eseguite col mezzo d'un suo malvagio servo, nomato Luca, avrà incominciamento dall'improvviso arrivo del Marchese

### Atto I
Scene 1: All'interno della villa del Conte
Il Marchese Tricotazio e sua figlia Silvia sono arrivati a far visita al Conte un giorno prima del previsto. Il Marchese è impaziente che avvenga il matrimonio di Silvia con il figlio del Conte, Claudio, ma Silvia è innamorata di Celso, un ex compagno di studi di Claudio che si è unito seguito del Marchese. Il Conte sospetta che Claudio voglia sposare un'altra, e lo ha confinato nella sua stanza da un anno, ma Claudio, con sorpresa del Conte, acconsente al matrimonio. Si tratta di uno stratagemma che gli permette di muoversi più liberamente e, in particolare, di visitare Elisa, che ha segretamente sposato. Tuttavia un servo del Conte, Luca, ha scoperto l'esistenza di Elisa e dei due figli che ha avuto di Claudio.
Scena 2: Abitazione di Carlotta
Elisa e i bambini stanno con la sua amica Carlotta. Ella desidera ricongiungersi con Claudio. Carlotta arriva, indignata perché Claudio sembra voler sposare Silvia. Claudio appare e viene rimproverato dalle donne, ma le convince che il suo consenso al matrimonio è una finzione. Quando parte, arrivano Luca e una banda di mascalzoni e portano via i bambini, con grande angoscia di Elisa e Carlotta.
Scena 3: La galleria nella villa del Conte
Silvia e Celso progettano di fuggire, ma all'improvviso arrivano Claudio e Carlotta con la notizia che i bambini sono stati rapiti. Compare il Marchese, ma si arrabbia quando nessuno gli dice cosa sta succedendo. L'arrivo di Luca e dei servi non migliora il suo umore.
Scena 4: Giardino del Conte
Il Marchese, sconcertato, viene affrontato da una furiosa Elisa, che lo accusa di avere ordinato il sequestro. Egli non ha idea di chi sia Elisa o di cosa stia parlando, e, supponendo che sia pazza, corre via, inseguito dalla donna. Giunge Carlotta, afflitta perché non è stata in grado di trovare Elisa, e i servi non la possono aiutare.
Scena 5: All'interno della villa
Luca e il Conte stanno discutendo di cosa fare con i bambini quando giunge il Marchese, ancora inseguito da Elisa. Appaiono anche Silvia, Claudio, Carlotta e Celso, e quando il Conte ordina ai servi di cacciare via Elisa, lei si rende conto che lui, e non il Marchese, è il suo nemico. Gli altri supplicano con il Conte, ma lui è irremovibile.

### Atto II
Scena 1: Giardino del Conte
Luca si rifiuta di spiegare ai servi ciò che sta accadendo e li manda via. Il Conte rivela che ha intenzione di offrire una dote a Elisa in caso trovi qualcuno che la voglia sposare. Il Marchese cerca di convincere il Conte a desistere dall'idea del matrimonio tra Silvia e Claudio, ma il Conte non vuole ascoltare. Celso dice a Silvia e Carlotta che si è impadronito della chiave di una porta segreta attraverso la quale Elisa e Claudio potranno sfuggire. Ha anche avuto un'idea su come trovare il luogo dove i bambini vengono tenuti. Carlotta riflette che l'amore ha i suoi dolori così come i suoi incantesimi.
Scena 2: All'interno della villa
Il Conte cerca di convincere Elisa ad accettare la dote e il marito che ha scelto per lei. Lei respinge entrambi. Celso, che aveva proposto il proprio nome al Conte, offre a Luca una quota della dote se svelerà dove si trovano i bambini. Luca non accetta prontamente.
Scena 3: Di notte nel giardino
Elisa, Claudio e Carlotta sono scappati attraverso la porta segreta. Incontrano il Marchese e poi il Conte, che ha con sé gli sgherri di Luca. Il Conte e Claudio si affrontano gridando, fino a che il Conte non dà l'ordine che Elisa venga portata via e rinchiusa. Dopo una scena di confusione generale, Claudio incontra Celso, che ha liberato i due bambini, e inneggiano al potere dell'amicizia.
Scena 4: Una camera nella villa
Claudio e i bambini fanno visita ad Elisa nella sua prigione, ed ella è felice del ricongiungimento. Celso, Carlotta e il Marchese si uniscono alla gioia. Il Conte, ancora furioso, non si lascia impressionare dalle suppliche Elisa, né lo smuove il sostegno del Marchese per lei. Il Marchese è sconcertato quando scopre che Silvia è innamorata di Celso, un servo, ma si riprende e acconsente alla loro unione. Elisa offre di rinunciare alla sua pretesa su Claudio se il Conte perdonerà suo figlio, e, infine, il Conte cede e accetta il loro matrimonio, con tripudio generale.

## Struttura musicale
- Sinfonia

### Atto I
- N. 1 - Introduzione Che scompiglio! che fracasso! (Coro, Luca, Conte, Marchese, Silvia, Celso)
- N. 2 - Duetto fra Claudio ed il Conte E fia vero? cessò lo sdegno
- N. 3 - Cavatina di Elisa Giusto ciel, deh! più sereno
- N. 4 - Terzetto fra Elisa, Claudio e Carlotta Cessa una volta, o barbaro
- N. 5 - Coro Tacete... non temete (Luca, Coro, Elisa, Carlotta)
- N. 6 - Aria del Marchese Se mi fai più lo stordito (Marchese, Celso, Silvia, Claudio, Coro, Luca)
- N. 7 - Duetto fra Elisa ed il Marchese Quel crudel, quel traditore?
- N. 8 - Aria di Carlotta Da lei, per cui respiro (Carlotta, Coro)
- N. 9 - Finale I Non vorrei, che il Capo-Sgherro (Carlotta, Coro, Conte, Luca, Marchese, Claudio, Silvia, Celso, Elisa)

### Atto II
- N. 10 - Coro e Duetto fra il Marchese ed il Conte Senti senti... - Qui fra voi non veggo testa (Coro, Luca, Marchese, Conte)
- N. 11 - Aria di Carlotta Ah! d'Amor, se accorte siete (Carlotta, Coro)
- N. 12 - Duetto fra Elisa ed il Conte Se un istante all'offerta d'un soglio
- N. 13 - Quintetto Ad ogni fronda... che muova il vento (Elisa, Carlotta, Claudio, Conte, Marchese, Coro)
- N. 14 - Coro e Aria di Claudio Udiste, udiste? - Ah! se posso ai figli ancora (Coro, Claudio)
- N. 15 - Aria Finale di Elisa A chi parlo?... che pretendo?... (Elisa, Marchese, Conte, Silvia, Celso, Claudio, Carlotta)

## Discografia
| Anno | Cast (Elisa, Claudio, Carlotta, Il Conte Arnoldo)             | Direttore, Orchestra e Coro | Etichetta                         |
| ---- | ------------------------------------------------------------- | --- | --------------------------------- |
| 1971 | Virginia Zeani, Agostino Lazzari, Giovanna Fioroni, Ugo Trama | Ugo Rapalo, Orchestra e Coro del Teatro San Carlo di Napoli (registrato a Napoli il 31 gennaio)                                 | Audio CD: Melodram Cat: CDM 27099 |
| 1988 | Lena Nordin, János Bándi, Alice Baker, Plamen Hidjiov         | Marco Guidarini, Orchestra of Radiotelefis Eireann and Wexford Festival Opera Chorus, (registrato al Wexford Festival, ottobre) | Audio CD: Premiere Opera (Italia) |